# Giovanni Florido
Giovanni Florido, detto Gianni (Taranto, 1º dicembre 1952), è un politico italiano, presidente della Provincia di Taranto dal 2004 al 2013.

## Biografia
Sposato, con due figlie, si laurea in scienze politiche, prima di diventare segretario provinciale della CISL di Taranto. Successivamente viene eletto prima presidente del Consiglio di amministrazione della "Società Servizi Cisl S.r.l.", poi componente della Giunta camerale e del Consiglio di amministrazione della Camera di Commercio di Taranto. Nel 2007 aderisce al Partito Democratico.

### Attività politica
Scende in politica nel 2000, e già nel 2004, in occasione delle elezioni provinciali del 2004 viene eletto presidente della provincia ionica, in rappresentanza di una coalizione di centrosinistra (sebbene, in precedenza, avesse espresso il suo sostegno alla giunta comunale di Taranto guidata da Rossana Di Bello, esponente del centro-destra). 
Alle elezioni comunali del 2007 si candida alla carica di sindaco di Taranto, con l'appoggio della Margherita, dei Democratici di Sinistra e dell'Italia dei Valori; è sconfitto al ballottaggio dal candidato della sinistra radicale Ippazio Stefàno.
Dopo il primo quinquennio, nel 2009 è rieletto presidente della Provincia di Taranto con oltre 104.000 voti. Il 16 maggio 2013 si dimette dalla carica amministrativa.

## Vicende giudiziarie

### Illegittimità giunta provinciale
Il 24 settembre 2009 la composizione della sua giunta, formata da soli uomini, viene ritenuta illegittima dal TAR di Lecce, che accoglie il ricorso del comitato Taranto Futura. Quella di Florido è la prima giunta in Italia a dover ridefinire le nomine assessorili perché non rispettosa delle quote rosa.

### Concussione
Con l'accusa di concussione il 15 maggio 2013 viene arrestato nell'ambito dell'inchiesta Ambiente Svenduto in merito alle concessioni per la discarica Mater Gratiae situata all'interno dello stabilimento Ilva di Taranto.
La vicenda processuale coinvolge anche il suo assessore Michele Conserva. A maggio 2013 entrambi si dimettono dalla carica amministrativa.
A maggio 2025 il processo si conclude con la prescrizione.